# Papaipema polymnia
Papaipema polymnia là một loài bướm đêm trong họ Noctuidae.